# Latitud celeste
La latitud celeste és una de les coordenades eclíptiques d'un cos celeste. És la distància angular des del cos fins al pla de l'eclíptica i la direcció d’un astre (que és la recta que passa per l’astre i el centre de l'esfera celeste). S'acostuma a simbolitzar amb {\displaystyle \beta }.
L'altra coordenada del sistema eclíptic és la longitud celeste.